# Sunfish (klasa jachtu)
Sunfish – nazwa licznej serii typów żaglówek o typie ożaglowania ket. Jest to najlepiej sprzedająca się łódka na świecie.
Posiada ona charakterystyczny, bardzo płaski kadłub oraz żagiel typu kleszcze kraba przymocowany do nieusztywnionego masztu.
Sunfish został zaprojektowany przez firmę Alcort, Inc. Po raz pierwszy pojawił się około 1952 roku jako ulepszenie ich oryginalnej łodzi, Sailfish. W przeciwieństwie do niego, Sunfish ma szersze wręgi dla większej stabilności, zwiększoną wolną burtę oraz posiada otwarty kokpit. Kadłub Sunfisha początkowo miał konstrukcję drewnianą lecz została ona zmieniona na konstrukcję laminatową z włókna szklanego zaledwie kilka lat po rozpoczęciu jej produkcji.
Żagiel typu kleszcze kraba z prostym, obsługiwanym jedynie dwiema linami ożaglowaniem sprawia, że Sunfisha można łatwo i szybko przygotować do pływania oraz nadaje się do nauki żeglowania. Można na nim również łatwo wprowadzić ulepszenia, aby zwiększyć kontrolę nad żaglem podczas pływania regatowego, dzięki czemu łódź jest atrakcyjna zarówno dla początkujących, jak i doświadczonych żeglarzy.
Ze względu na szerokie zainteresowanie łódką Sunfish, w 1995 roku została ona wyróżniona przez The American Sailboat Hall of Fame jako „najbardziej popularna łódź z włókna szklanego, jaką kiedykolwiek zaprojektowano, z ćwierć milionem sprzedanych sztuk na całym świecie” (w tamtym czasie).
Na początku 2016 r. obecny producent, Laser Performance, przeniósł produkcję z Portsmouth w stanie Rhode Island w USA do Chin, skąd łodzie zostały dostarczone na Mistrzostwa Świata 2016. W 2019 roku kolejnym miejscem produkcji stała się Wielka Brytania, oraz rozpoczęto zakładanie linii produkcyjnej w Portugalii. W 2021 r., zgodnie z informacją producenta, Portugalska wytwórnia rozpoczęła produkcję kadłubów na Europę. Według zapewnień producenta, każdy kontynent posiada kraj lub kilka krajów, które produkują Sunfishe właśnie na potrzeby dostaw lokalnych i nie jest prowadzona dystrybucja międzykontynentalna.
W 2017 r. firma Laser Performance ogłosiła utworzenie nowego organu zarządzającego klasą Sunfish, Międzynarodowa Organizacji Klasy Sunfish (International Sunfish Class Organization (ISCO)), po tym, jak Międzynarodowe Stowarzyszenie Klasy Sunfish (International Sunfish Class Association (ISCA)), organ zarządzający tą klasą od 1969 r., odmówił podpisania umowy w sprawie znaku towarowego. W odpowiedzi ISCA, wciąż uznawana przez World Sailing Class Association jako jedyna do zarządzania tą klasą, ogłosiła zmiany w przepisach, które dopuszczają inne firmy niż Laser Performance, jako dostawców niektórych komponentów dla łódek klasy Sunfish.
Nazwa Sunfish stała się tak znana, że często jest ona błędnie stosowana od określania każdej łodzi, która posiada płaski kadłub oraz żagiel typu kleszcze kraba.
Popularność tej klasy wynika częściowo z niskiej ceny i łatwości przewożenia tych łódek (najczęściej na dachach samochodów), ale również z racji swoich świetnych parametrów do uniwersalnego pływania. Z tych powodów na Sunfishach pływają zarówno początkujący, jak i doświadczeni żeglarze. Łódka została stworzona do obsługi przez jedną osobę, ale mogą na niej płynąc i dwie osoby. Z racji niskiego profilu, woda podczas pływania jest bardzo blisko osoby siedzącej na burcie, o czym trzeba pamiętać dobierając ubiór do pływania.
Najczęstszą klasą, z którą Sunfishe są porównywane to klasa Laser, z którą dzieli ona dokładnie tę samą długość oraz, obecnie, wspólnego producenta. Klasa Laser jest jednak szybsza przy ostrzejszych kursach, oraz może płynąć dużo ostrzej do wiatru. Jest jednak dużo bardziej skomplikowana i trudniejsza w przygotowaniu do pływania oraz obsłudze, niż klasa Sunfish.
Do dziś wyprodukowano ponad 750 000 tych łódek. Dla porównania do 2018 roku, na całym świecie wyprodukowano blisko 215 000 jachtów klasy Laser.

## Wygląd
Charakterystyczny żagiel typu kleszcze kraba, nadaje Sunfishowi anachroniczny wygląd w porównaniu z dzisiejszymi, bardziej znanymi żaglówkami posiadającymi ożaglowanie typu bermudzkiego. Jednakże wspomniany rodzaj żagli nie jest wcale tak stary. Co więcej, korzystanie z kleszczy kraba ma swoje zalety w przypadku ketów. Takie ożaglowanie łodzi poprawia osiągi przy lżejszym wietrze (mniej niż 4° w skali Beauforta), a także przy pływaniu z wiatrem. Mniej efektywne, w przypadku kleszczy kraba, jest pływanie ostro do wiatru. W tym przypadku nie da się uzyskać osiągów porównywalnych do ożaglowania typu bermudzkiego.
Przekrój kadłuba w kształcie rozłożonej litery „V” i twardy dziób sprawiają, że Sunfish jest bardzo stabilną łodzią jak na swoje rozmiary. Do tego umożliwia ona łatwe pływanie w ślizgu, co pozwala na przekroczenie prędkości granicznej. Ożaglowanie Sunfisha pozwala osiągnąć ślizg przy niższych prędkościach wiatru niż jego odpowiedniki z ożaglowaniem bermudzkim. Wspomniany typ ożaglowania ma jednak istotną wadę w stosunku chociażby do ożaglowania typu bermudzkiego: nie da się go refować. Jedynym sposobem radzenia sobie na Sunfishu z silnymi wiatrami przy kursach ostrych jest luzowanie grota, lub pływanie na granicy kąta martwego.
Sunfish jest łatwy do postawienia na wodzie, w przypadku jej wywrotki.
Łódka ta została zaprojektowana jako posiadająca wodoszczelny, pusty wewnątrz kadłub, przez to Sunfish jest „niezatapialny”, ponieważ łódź ta może zostać wywrócona, a jej kokpit zalany, a mimo wszystko nie nastąpi jej zatonięcie.

## Historia

### Początki Alcort, Inc.
W 1945 roku Alex Bryan i Cortlandt Heyniger stworzyli firmę Alcort, aby wyprodukować swoją pierwszą łódź – Sailfish. Obaj przedsiębiorcy, początkowo zajmujący się tworzeniem drewnianych konstrukcji szkieletowych, rozpoczęli swoje żeglarskie przedsięwzięcia, budując bojery (żeglarstwo lodowe) w ramach pracy pozaetatowej. W pewnym momencie otrzymali propozycję zbudowania ratunkowej deski wiosłowej dla Czerwonego Krzyża. Ustalili, że koncepcja, którą stworzyli, była nie do wykonania w tamtym czasie. Jednakże udoskonalona konstrukcja z dodatkowym żaglem dla kajaków żaglowych, sprawiła, że nie tylko byłoby ono łatwiejsze do wykonania, ale i potencjalne przedsięwzięcie mogłoby zacząć przynosić zyski. W ten sposób narodził się Sailfish, a siedem lat później jego rozwojowa wersja – Sunfish.

### Zestaw do własnego montażu
Pierwsze Sailfishe oferowano w dwóch opcjach sprzedaży:
- szczegółowych rysunków, dla osób, które były zainteresowane własnym wybudowaniem Sailfishów;
- gotową do wypłynięcia łodzią, zbudowaną przez firmę Alcort.

W trakcie rozwoju swojej firmy Cortlandt i Alex zdali sobie sprawę, że można by zaoferować jeszcze inny model sprzedaży. Dostarczając wszystkie wstępnie przycięte elementy i żagiel, dzięki czemu własna budowa Sailfishów mogła się stać jeszcze bardziej atrakcyjna, dla jeszcze szerszej gamy potencjalnych osób, które same chciałyby zbudować łódź. Sunfishe można było na początku wybrać jako zestaw do własnego montażu lub gotową łódź. Z tych dwóch projektów tylko Sailfish oferował pierwotnie projekt łodzi.

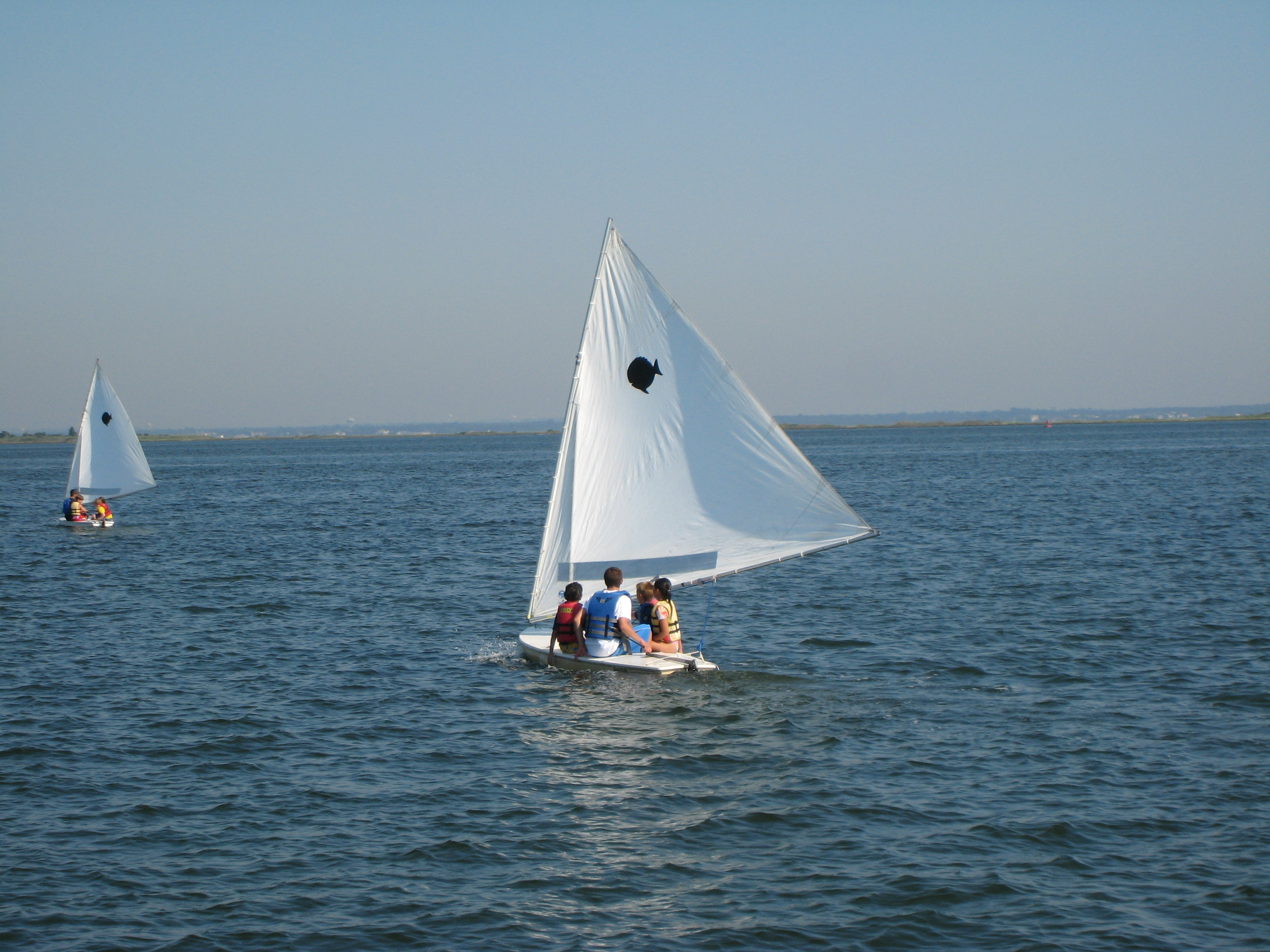
Dzieci uczące się żeglarstwa w Dunewood w stanie Nowy Jork

### Ważne momenty z historii klasy Sunfish
- W 1955 r. pojawiają się pierwsze zarejestrowane łódki tej klasy. Przewidywana liczba wyprodukowanych łódek do tego czasu wynosi 500–800[12].
- W 1960 Sunfish po raz pierwszy stał się dostępny w wersji z laminatu z włókna szklanego. Drewniane, gotowe łodzie budowane w sklepie firmy Alcort zostały wycofane z oferty w tym samym okresie. Do końca lat 60. pozostała jednak wciąż dostępna oferta drewnianego zestawu do własnego montażu Sunfisha. Liczba wyprodukowanych łódek przekracza 2500[12].
- W 1969 roku, kiedy AMF(inne języki) przejęło produkcję Sunfishów od Alcort, Inc., jedną ze strategii ekspansji biznesu było utworzenie Stowarzyszenia (regatowej) Klasy Sunfish, aby pomóc promować łódź poprzez organizowane zawodów żeglarskich.
- W 1971 został dodany schowek w tylnej części kokpitu. Liczba wyprodukowanych łódek przekracza 80 000[12].
- W 1972 r. zmieniono kształt płetwy steru, oraz sposób jego montażu. Zastosowano również nowy kształt miecza oraz wprowadzono po raz pierwszy u Sunfisha falochron (spotykany również chociażby w polskiej klasie Omega). Był to punkt zwrotny dla tej łódki, który ówcześni właściciele Sunfisha nazywali „Nowym Stylem”[13]. Liczba wyprodukowanych łódek przekracza 100 000[12].
- Co kilka lat sprzęt, kosmetyczna część jachtu oraz kolory żagli ewoluowały, starając się unowocześnić wcześniejsze, starsze technologie i style[12].
- W 1989 r. połączenie pokładu z kadłubem zostało zmienione z półcalowej płaskiej krawędzi chronionej aluminiowym paskiem wykończeniowym, na powiększoną, zaokrągloną powierzchnię nadburcia, teraz bezpieczniej połączoną za pomocą kleju metakrylanowego specjalnie dostosowanego do laminatu.
- Geometria żagla zmieniła się nieco kilka razy na przestrzeni lat. Najbardziej, znacząco w 1989 roku, kiedy można było, opcjonalnie, zakupić żagiel w wersji regatowej, wciąż o powierzchni 6,97 m², ale z głębszym profilem.
- W 1995 r. Sunfish został dodany oficjalnie do Galerii Sław Amerykańskich Jednostek Żaglowych(inne języki)[3]. Liczba wyprodukowanych łódek przekracza 250 000[12].
- W 2001 r. Sunfish obchodził swoje 50. urodziny. Liczba wyprodukowanych łódek przekracza 300 000[3].
- W 2010 r. ostatnie elementy drewniane Sunfisha dostały opcjonalną możliwość zastąpienia, odpowiednio, ster na laminat, a rumpel na aluminium. Do dzisiaj można kupić te łódki w obu wersjach tegoż wyposażenia.
- Od czasu wprowadzenia na rynek w 1952 roku klasa Sunfish była zarządzana przez siedmiu producentów (podanych w spisie producentów Sunfisha poniżej).

### Spis producentów Sunfisha
| 1952–1969 | Alcort, Inc. (założony w 1945 r.)         |
| 1969–1986 | AMF                                       |
| 1986–1988 | Loveless & DeGarmo, Alcort Sailboats Inc. |
| 1988–1991 | Pearson Yacht Co.                         |
| 1991–1997 | Sunfish/Laser, Inc.                       |
| 1997–2007 | Vanguard                                  |
| 2007–     | Laser Performance                         |

## Sunfish a regaty

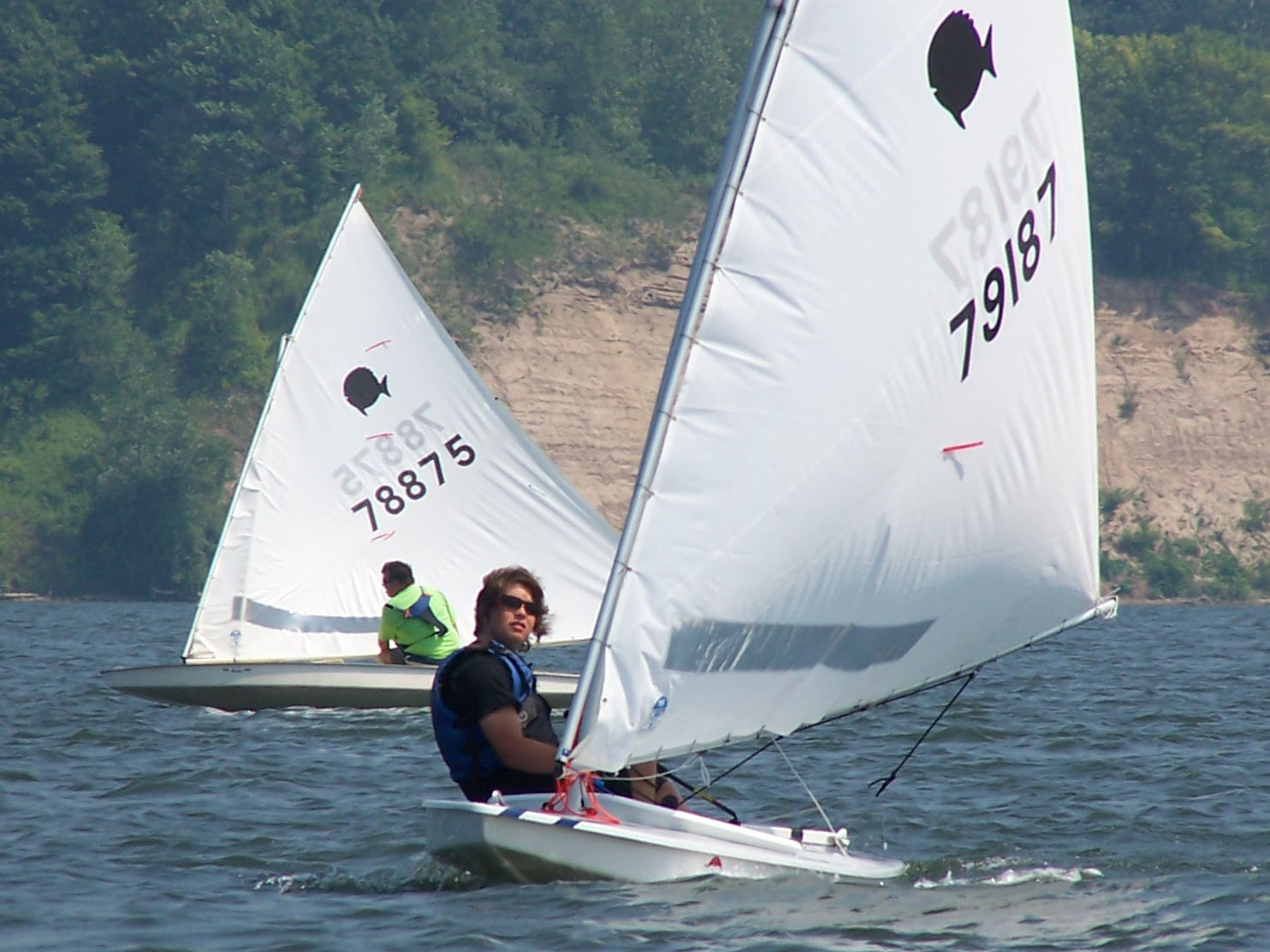
Wyścig w regatach na zatoce Irondequoit, w Nowym Jorku. Widoczna konfiguracja łódki pokazuje zawodnika siedzącego dużo bliżej środka ciężkości łódki, niż to ma miejsce w typowych konfiguracjach rekreacyjnych Sunfisha

W przypadku większości łodzi, które kwalifikują się do klas monotypowych, liczba zbudowanych i zarejestrowanych łodzi w klasie regatowej jest ze sobą ściśle powiązana. To sprawia, że klasa łodzi i klasa regatowa są praktycznie tym samym. Sunfish jest odstępstwem od tej reguły.
US Sailing, będący podmiotem rejestrującym jednostki dla One Design w Stanach Zjednoczonych, ogłosił w swoim raporcie z 2004 r., że liczba aktywnych członków regatowych Sunfish Class wynosi 1573. Nie oznacza to, że Sunfish nie jest preferowaną łodzią regatową. Wręcz przeciwnie, przy 1573 członkach klasy, Sunfish plasuje się w górnym percentylu łodzi biorących udział w zorganizowanych wyścigach w USA. Pokazuje to ponadprzeciętną wszechstronność łodzi, która pasuje do szerszego zakresu zastosowań żeglarskich.

### Regaty rekreacyjne
Rekreacyjna, „przyjazna rywalizacja” odegrała kluczową rolę w ugruntowaniu popularności projektów łodzi Alcort. Wydarzenia z przeszłości i czasów obecnych, takie jak wyścig na rzece Connecticut, Seattle's Duck Dodge, oraz Hampton Roads Sunfish Challenge & Dinghy Distance Race, który odbywa się już od ponad 10 lat, służą jako przykłady tego, że żeglarze Sunfishów mają zabawę z regat, nie traktują regat zbyt poważnie.

### Regaty w klasie otwartej
Żeglarze Sunfishowi, którzy poważniej traktują regaty, ale nie mają w okolicy dużej ilości konkurencji w swojej klasie, mogą ścigać się swoją łodzią z prawie każdą inną marką i modelem łodzi w zawodach „klasy otwartej” przy użyciu systemu handicapowego. Sunfishe mają podstawowy handicap w Portsmouth wynoszący 99,6.

### Regaty One-Design (ISCA)
W wyścigach One Design używa się prawie identycznych łodzi, więc rywalizacja opiera się wyłącznie na umiejętnościach żeglarskich. Klasy One Design są nadzorowane przez organ zarządzający, który zapewnia zgodność łódek z tą zasadą.
Międzynarodowe Stowarzyszenie Klasy Sunfish – rozwój
- W 1969 r. AMF odegrała kluczową rolę w stworzeniu Sunfish (racing) Class Association.
- W 1984 r. klasa Sunfish została oficjalnie uznana przez International Yacht Racing Union, dziś znaną jako Międzynarodowa Federacja Żeglarska (ISAF).
- Rok później klasa Sunfish stała się niezależna jako International Sunfish Class Association (ISCA)[2].
- Sunfish uzyskała status jednej z klas biorących udział w Igrzyskach Panamerykańskich w 1999 roku po czym ten status został utrzymany w kolejnych latach.
- Zawody International Masters po raz pierwszy odbyły się poza Stanami Zjednoczonymi, w Holandii, w 2005 roku.
- Sunfishe można spotkać obecnie w 28 krajach na całym świecie.

## 60-lecie Sunfisha
Aby uczcić 60-lecie klasy Sunfish, w 2012 r. firma Laser Performance (obecny producent), zaprojektowała odświeżone wykończenia graficzna dla kadłubów oraz żagli. Autorem projektu jest Chris Olean.
Ta specjalna edycja miała w ten sposób uczcić różnorodną historię łodzi i żeglarzy, którzy na nich pływali. Kolorowe żagle głównie przeznaczone były do rekreacyjnego pływania. Żagle czysto białe przeważnie były tworzone z myślą o regatach. Projekt z okazji sześciu dekad Sunfisha był próbą połączenia tych dwóch. Dwie palety kolorów zostały stworzone pod kątem bycia neutralnym płciowo. Sam projekt kolorowego logo klasy Sunfish, który został wielokrotnie pomnożony na powierzchni żagla miał stworzyć iluzję optyczną.
Z okazji 60. rocznicy Sunfisha, Laser Performance również zorganizowało obchody urodzin tej klasy w Noyes Pond w Massachusetts, mieście, w którym mieszka jeden z projektantów Sunfisha, Alex Bryan. Wydarzenie to zgromadziło ponad 100 osób pływających na starych i nowych Sunfishach.

### Dalsze odświeżanie marki
Wspomniane 60-lecie klasy Sunfish sprawiło, że zaczęło pojawiać się w środowisku żeglarzy Sunfish wiele pytań o to, co czeka tę klasę dalej. Na początku lat dwudziestych XXI wieku pojawiły się różne koncepcje sprawienia, aby klasa ta mogła rywalizować z duchem czasu współczesnych regat, gdzie technologia jest jednym z najważniejszych czynników wpływających na szanse zwycięstwa w regatach. Jednym z nieoficjalnych (nie należącym do ISCA lub Laser Performance) pomysłów na taką ewolucję jest zaproponowana zmiana materiałowa dotycząca poszczególnych elementów wykończenia Sunfisha, takich jak wprowadzenie nieco większych żagli membranowo-kevlarowych, obniżenie bomu, który mógłby być z lekkich tworzyw sztucznych, czy wymiana miecza i steru na cieńsze, lżejsze i dużo bardziej aerodynamiczne.

## Super Sunfish i Minifish
Jak wspomniano, sam Sunfish był efektem ewolucji Sailfisha. Również i Sunfish doczekał się dwóch istotnych ewolucji. Tym razem, pomimo wdrożenia ich do linii produkcyjnej, długo produkowane one nie były ze względu na zbyt niski popyt.
Super Sunfish
W latach 60., jeden z członków New Canaan, Conn. Sunfish Fleet, John Black Lee, niezależnie eksperymentował z konwencjonalnym żaglem dla klasy Sunfish. Opracował on żagiel o dużych proporcjach, który działał na kadłubie Sunfisha, po czym ochrzcił swój projekt Formułą S. Plan żagla o dużym stosunku boków do siebie ma lepsze właściwości w żeglowaniu w ostrym kierunku do wiatru w porównaniu z dotychczasowym żaglem. Dodatkowo zmieniało to sterowność łodzi tak, aby przypominała te znane bliżej żaglówkom o ożaglowaniu bermudzkim. W tej konfiguracji złożoność sterowania żaglem jest zwiększona przez dodanie dynamicznych lin szkentli, downhaul'u i szotów grota.
Koncepcja Lee nie zainteresowała Alcort, Inc. jako modelu produkcyjnego, więc samodzielnie proponował konwersję łódek i zapoczątkował tworzenie się floty żaglówek Formuły S. Kilka lat po zakupie Alcort, Inc. w 1969 roku, AMF ponownie przyjrzało się pomysłowi zmian proporcji żagla dla Sunfisha. Firma AMF nie zdecydowała się na przyjęcie projektu Formuły S Lee, ale opracowała własną odmianę swoich łódek, nazywając ją Super Sunfish. Istniejąca flota Formuły S została ostatecznie scalona z flotą AMF Super Sunfish.
Super Sunfish był produkowany od 1974 do 1984 roku. AMF wprowadził na rynek ten bardziej konwencjonalny żagiel jako bardziej wyczynową wersję Sunfisha, próbując konkurować m.in. z nowo powstającym Laserem. Jednak wyliczenia parametrów handicapowych w Portsmouth pokazywały, że Laser był jednak nieco szybszy. Dzięki twardemu kadłubowi Super Sunfish był bardziej stabilną łodzią, więc ostatecznie stał się on kompromisem między wspomnianymi Laserami, a Sunfishami.
Super Sunfish był oferowany jako kompletna łódka oraz jako zestaw do modernizacji istniejących Sunfishów z dotychczasowym ożaglowaniem. Zgodnie z literaturą systemy żagli można było łatwo zamienić na pojedynczym kadłubie Sunfisha, aby dostosować się łódkę różnych preferencji żeglarzy.
Minifish
Nieco wcześniej, zanim AMF podjął się produkcji Super Sunfisha, pojawiła się sprzedaży mniejsza wersja Sunfisha. Żaglówka Minifish. Był to po prostu nieco przeskalowany w dół Sunfish. Powierzchnia żagla Minifish wynosiła 6,03 m² (w porównaniu do żagla Sunfisha, który ma 7 m² jest to o prawie metr kwadratowy mniej). Kadłub Minifisha był zaś o niecałe 61 centymetrów krótszy i ważył tylko 34 kilogramy, czyli nieco ponad połowę wagi Sunfisha. AMF, będący wówczas producentem Sunfisha, wprowadził łódki Minifish do swojej linii produktów w 1971 roku i kontynuował ich produkcję do wczesnych lat 80. Mimo iż klasa Minifish nie jest już produkowana, jej żagle można zakupić do dzisiaj, pomimo trudnej dostępności. Co ciekawe żagle te są też czasami używane przez użytkowników Sunfishów. Wynika to z dwóch przyczyn:
- wszystkie bliźniacze konstrukcje dzielą wspólny układ żąglowy, wraz z proporcjami;
- mniejszy żagiel Minifisha świetnie się sprawdza jako główny żagiel Sunfisha w przypadku niesprzyjających warunków pogodowych z silnym wiatrem. Ta zmiana powierzchni żagla na mniejszą jest najbliższą czynnością przypominającą refowanie, a której to żagle typu kleszcze kraba nie mają;
- to dzięki mniejszym żaglom Minifisha i możliwością redukcji powierzchni żagla, zdaje się on mieć większy wpływ na współczesną klasę Sunfish, niż Super Sunfish. To może być też jednym z powodów, dla których wciąż można zakupić na rynku nowe żagle tej klasy.

## Zawody
Jak wspomniano wcześniej, Sunfish doczekał się dosyć wcześniej mistrzostw świata, ale też i regionalnych zawodów. Mistrzowie tych drugich mają szanse się zakwalifikować właśnie do mistrzostw świata. W roku 2022, 50. mistrzostwa świata mają odbyć się we Włoszech, na jeziorze Garda.
| Rok  | Edycja | Miejsce mistrzostw świata            | Organizator                         | Liczba zawodników | Zwycięzca                  |
| ---- | ------ | ------------------------------------ | ----------------------------------- | ----------------- | -------------------------- |
| 2019 | 49     | Bonaire                              | Bonaire Sailing Foundation          | 67                | David Misael Hernandez     |
| 2018 | 48     | Carolina YC                          | Carolina Yacht Club                 | 72                | Jean Paul de Trazegnies    |
| 2017 | 47     | Brant Beach, FL                      | Brant Beach Yacht Club              | 54                | Alonso Collantes de Riglos |
| 2016 | 46     | Cortagena                            | Club Naval                          | 64                | Alonso Collantes de Riglos |
| 2015 | 45     | Paracas                              | Yacht Club Peruano                  | 53                | Alexander Zimmermann       |
| 2014 | 44     | Arapahoe, NC                         | Camp Sea Gull and Camp Seafarer     | 74                | Francisco Renna            |
| 2013 | 43     | Lewes, DE                            | Lewes Yacht Club                    | 74                | Alexander Zimmermann       |
| 2012 | 42     | St. Petersburg, FL                   | St Petersburg Yacht Club            | 74                | Alexander Zimmermann       |
| 2011 | 41     | Curacao                              | Lions Dive & Beach Resort           | 72                | Matheus Dellagnelo         |
| 2010 | 40     | Punta Ala                            | Punta Ala                           | 48                | Jonathan Martinetti        |
| 2009 | 39     | Bahamy                               | Nassau Yacht Club                   | 72                | David M. Loring            |
| 2008 | 38     | Ridgeway                             | Buffalo Canoe Club                  | 72                | Paul Foerster              |
| 2007 | 37     | Brant Beach, FL                      | Brant Beach Yacht Club              | 100               | Sebastian Mera             |
| 2006 | 36     | Charleston, SC                       | Charleston Harbor Resort and Marina | 100               | David M. Loring            |
| 2005 | 35     | Martynika                            | Cercle Nautique de Schoelcher       | 47                | Lucas Gonzales Smith       |
| 2004 | 34     | Hyannis, MA                          | Hyannis Yacht Club                  | 100               | Eduardo Cordero            |
| 2003 | 33     | Sint Maarten                         | Sint Maarten Yacht Club             | 70                | Malcolm Smith              |
| 2002 | 32     | Houston, TX                          | Houston Yacht Club                  | 64                | Eduardo Cordero            |
| 2001 | 31     | Colonna                              | Sunsail Colonna Club                | 81                | Eduardo Cordero            |
| 2000 | 30     | Sarasota, FL                         | Sarasota Sailing Squadron           | 104               | Eduardo Cordero            |
| 1999 | 29     | Portoryko                            | Club Bautico de Ponce               | 103               | Eduardo Cordero            |
| 1998 | 28     | Sayville, NY                         | Sayville Yacht Club                 | 100               | Malcolm Smith              |
| 1997 | 27     | Kolumbia                             | Cartagena                           | 43                | Eduardo Cordero            |
| 1996 | 26     | Dominikana                           | Club Nautica Boca Chica             | 75                | Eduardo Cordero            |
| 1995 | 25     | Bahamy                               | Marsh Harbour Sailing Club          | 90                | David M. Loring            |
| 1994 | 24     | Bermudy                              | Spanish Point Boat Club             | 67                | Malcolm Smith              |
| 1993 | 23     | Brytyjskie Wyspy Dziewicze           | Virgin Gorda                        | 65                | Eduardo Cordero            |
| 1992 | 22     | Houston, TX                          | Houston Yacht Club                  | 76                | Paul-Jon Patin             |
| 1991 | 21     | Curaçao                              | Hotel Princess Beach                | 93                | Stephen Smeulders          |
| 1989 | 20     | Orlando, FL                          | Orlando Yacht Club                  | 80                | Scott Kyle                 |
| 1988 | 19     | Bahamy                               | Montagu Bay                         | 73                | Donald Martinborough       |
| 1987 | 18     | Aruba                                | Sunfish Club Aruba                  | 74                | Bruce Sutphen              |
| 1986 | 17     | Barrington                           | Barrington Yacht Club               | 55                | Scott Kyle                 |
| 1985 | 16     | Riccione                             | Riccionne                           | 69                | Donald Martinborough       |
| 1984 | 15     | Ontario                              | Kingston                            | 42                | Andy Pimental              |
| 1983 | 14     | Kolumbia                             | Wyspa San Andreas                   | 73                | Donald Martinborough       |
| 1982 | 13     | San Mateo, CA                        | Coyote Point Yacht Club             | 71                | John Kostecki              |
| 1981 | 12     | Baia Sardinia                        | Baia Sardinia                       | 75                | Dave Chapin                |
| 1980 | 11     | Aruba                                | Sunfish Club Aruba                  | 104               | Cor van Aanholt            |
| 1979 | 10     | Medemblik                            | Medemblik                           | 89                | Dave Chapin                |
| 1978 | 9      | Portoryko                            | Club Bautico de Ponce               | 102               | Derrick Fries              |
| 1977 | 8      | Bahamy                               | Nassau Yacht Club                   | 86                | Pierre Siegenthaler        |
| 1976 | 7      | Wenezuela                            | Puerto Azul                         | 70                | Paul Fendler               |
| 1975 | 6      | Miami, FL                            | King's Bay                          | 97                | Derrick Fries              |
| 1974 | 5      | Aruba                                | Sunfish Club Aruba                  | 55                | Serge Marsolle             |
| 1973 | 4      | Martynika                            |                                     | 97                | Pierre Siegenthaler        |
| 1972 | 3      | Bermudy                              |                                     | 45                | Bob Bowles                 |
| 1971 | 2      | Wenezuela                            | Puerto Azul                         | 88                | Ted Moore                  |
| 1970 | 1      | Wyspy Dziewicze Stanów Zjednoczonych | St. Thomas Yacht Club               | 56                | Garry Hoyt                 |